# Edmund of Abingdon

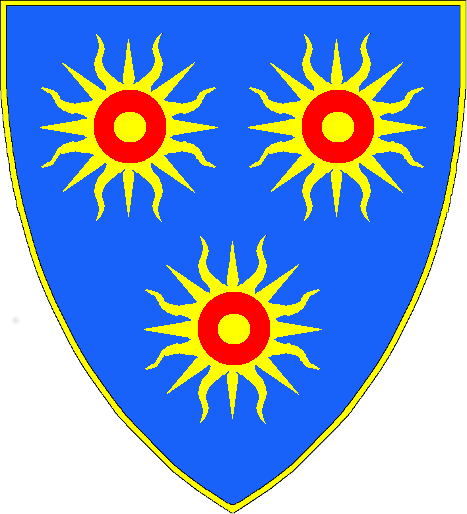
Wappen von Edmund Rich als Erzbischof von Canterbury

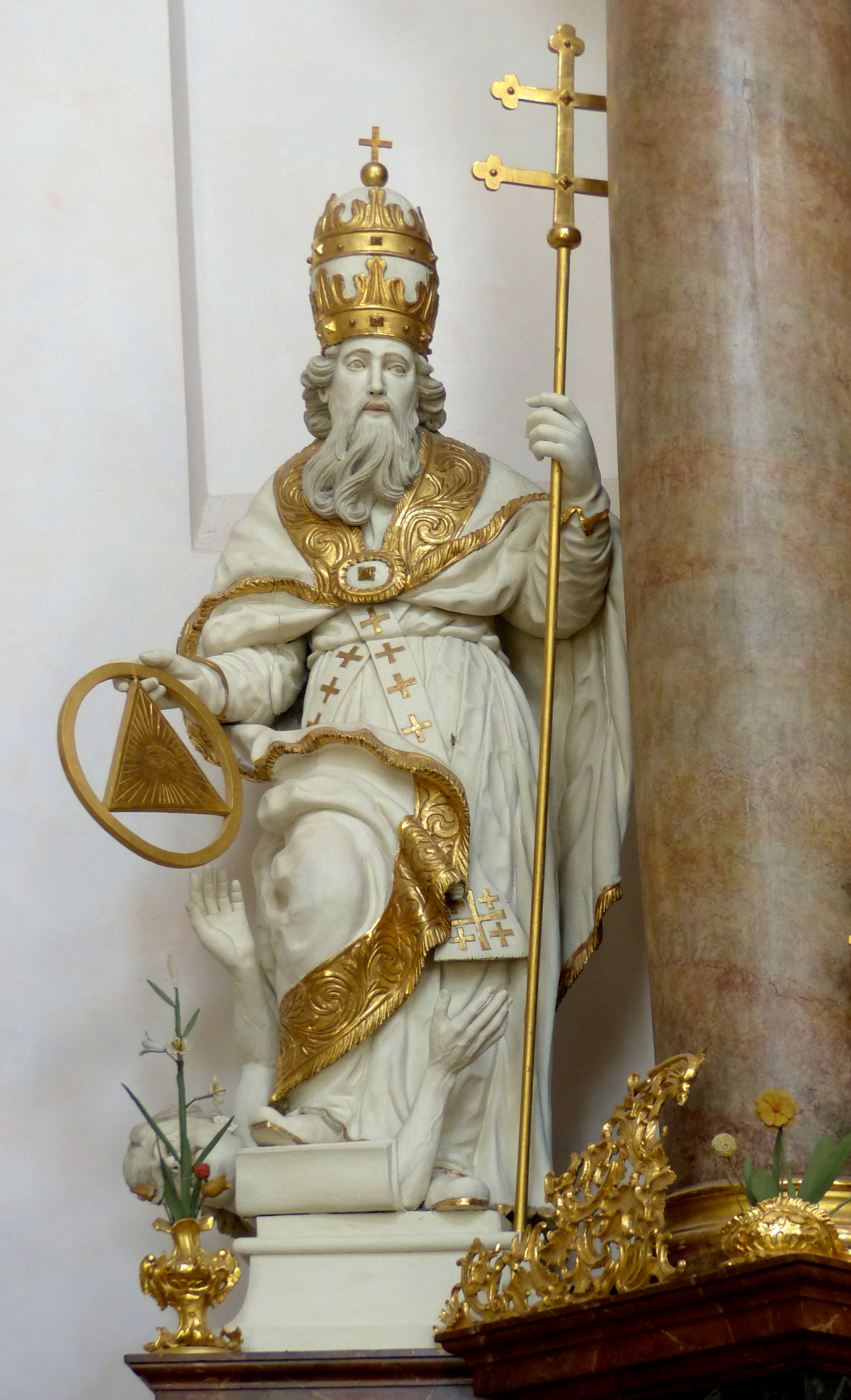
Martin Hirsch: Sankt Edmund of Abigdon, Statue vom Hl. Bernhards Altar, Stiftsbasilika in Waldsassen (Ober Pfalz), 1701

Edmund of Abingdon (auch Edmund Rich oder Edmund of Canterbury) (* um 1174 in Abingdon; † 16. November 1240 in Soisy-Bouy), war ein englischer Hochschullehrer und Geistlicher. Er gehört zu frühesten namentlich bekannten Dozenten der Universität von Oxford. Als erster Master der Universität stieg er zum Bischof auf und wurde Erzbischof von Canterbury. Er wird von der katholischen Kirche als Heiliger verehrt.

## Herkunft
Edmund war der älteste Sohn von Reginald, genannt Rich (englisch für „der Reiche“) und von dessen Frau Mabel of Abingdon. Welchen Beruf sein Vater hatte, ist unbekannt, möglicherweise war er ein Woll- oder Stoffhändler. Er besaß ein Haus in Abingdon, das Edmund später dem Hospital St John the Baptist in Oxford schenkte. Edmund hatte mindestens drei jüngere Brüder, von denen Robert ebenfalls Geistlicher wurde, sowie zwei Schwestern, Margaret und Alice, die Edmund nach dem Tod seiner Eltern in die Obhut des Nonnenklosters Catesby in Northamptonshire gab. Der Beiname Rich ist in keiner mittelalterlichen Quelle als Familienname belegt, stattdessen werden Edmund und sein Bruder nach ihrem Geburtsort benannt. Edmunds Vater starb vermutlich bereits früh, so dass die Kinder von ihrer streng gläubigen Mutter erzogen wurden. Wohl durch diese Erziehung beeinflusst, entschloss sich Edmund, Geistlicher zu werden.

## Schule, Studium und Lehrtätigkeit in Oxford
Edmund besuchte zunächst eine Grammar School in Oxford. Als Jugendliche wurden er und sein Bruder Robert nach Paris geschickt, wo sie Vorlesungen der freien Künste an der damals entstehenden Universität besuchten. Nach seiner Rückkehr nach England lehrte Edmund ab etwa 1200, eventuell bereits früher, sechs Jahre lang in Oxford. Nach Angaben seines Schülers, des späteren Dominikaners Robert Bacon war Edmund der erste Dozent, der in Oxford Sophistische Widerlegungen und Logik von Aristoteles lehrte. Zu seinen weiteren Schülern gehörte Walter de Gray.
Zu einem unbekannten Zeitpunkt verließ Edmund wieder Oxford, um in Paris Theologie zu studieren. Nachdem er den Grad eines Doktors der Theologie erreicht hatte, lebte er mindestens ein Jahr im Augustinerpriorat von Merton in Surrey, ehe er als Dozent nach Oxford zurückkehrte. Die Ursache für seinen Aufenthalt in Merton war möglicherweise die Schließung der Universität zwischen 1209 und 1214 wegen eines Streits mit der Stadt Oxford. Schon in Paris soll Edmund zur Finanzierung des Studiums ein Benefizium besessen haben, ein weiteres erhielt er nach 1214 von seinem ehemaligen Schüler Walter de Gray, der inzwischen Erzbischof von York geworden war.

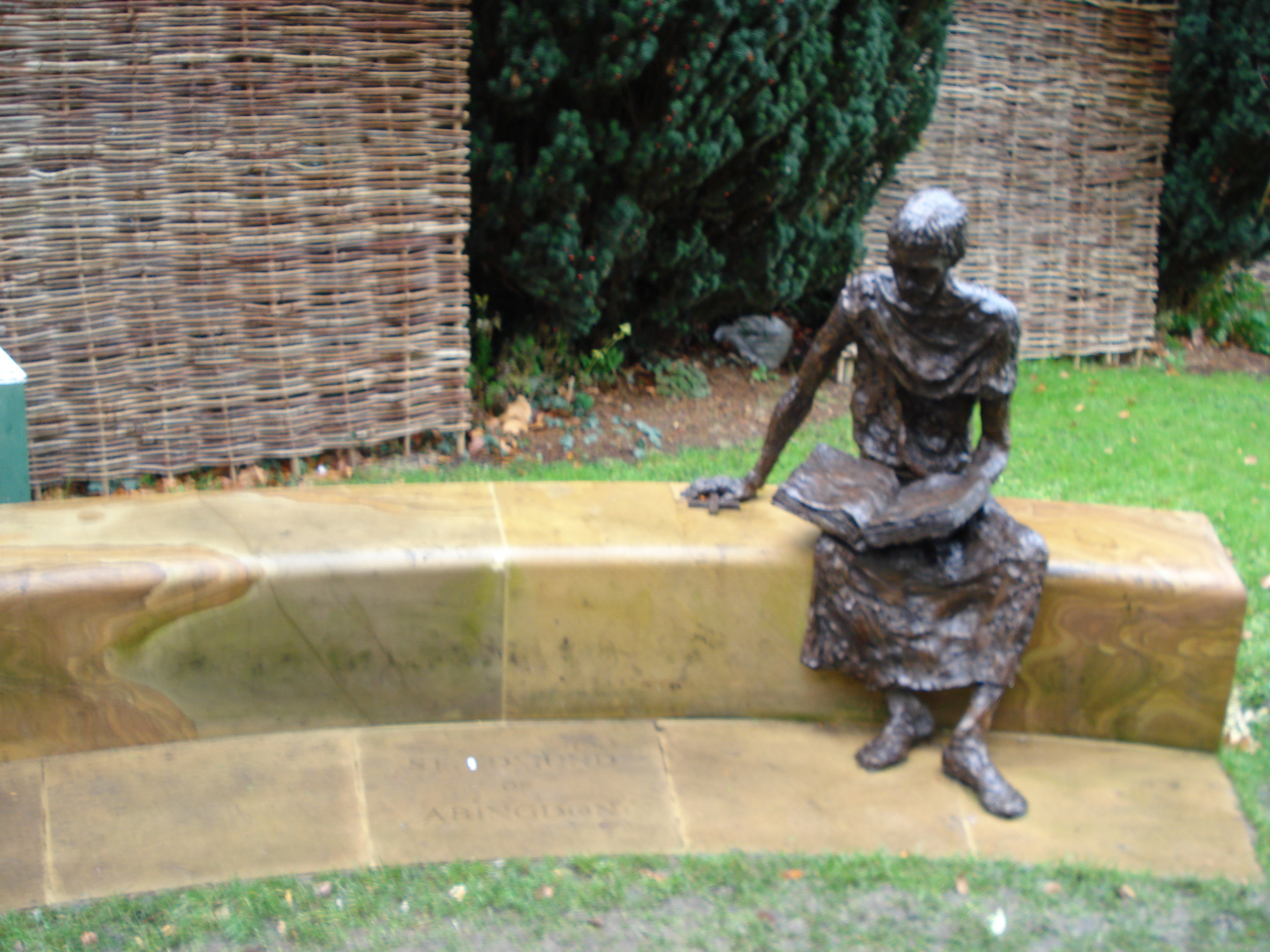
Edmund of Abingdon. Bronzestatue von 2007 vor der nach ihm benannten St Edmund Hall in Oxford

## Kanoniker in Salisbury
Zwischen Januar und August 1222 ernannte ihn Bischof Richard Poore von Salisbury zum Kanzler der Kathedrale von Salisbury. Für dieses Amt verließ er Oxford und blieb bis 1233 in Salisbury. Möglicherweise lehrte er dort auch an der angesehenen Kathedralschule. Er versah nur ungern die Aufgaben seines Amtes als Kanzler, ebenso ungern nahm er an den Versammlungen des Kathedralkapitels teil. Stattdessen widmete er sich lieber seinen Aufgaben als Geistlicher. Bereits als Dozent in Oxford soll er einfach und asketisch gelebt haben. Während seiner Zeit in Salisbury galt er als begeisternder Prediger, der selbst streng enthaltsam lebte und dabei gegenüber den Armen großzügig war. Dabei war er so freigiebig, dass er für seinen eigenen Lebensunterhalt oft auf die Mildtätigkeit seines ehemaligen Schülers Stephen of Lexington, dem Abt der Zisterzienserabtei Stanley angewiesen war. Wohl um 1226 oder 1227 gehörte er zu den Predigern, die im Auftrag von Papst Honorius III. in Oxford und Teilen von Westengland einen Kreuzzug predigen sollten. Öfters zog sich Edmund zeitweise nach Merton Priory oder Reading Abbey zurück, wo er dann als einfacher Mönch lebte, oder widmete sich seiner Gemeinde in Calne, wo er das Amt des Rektors innehatte. In Calne traf ihn Ende September 1333 eine Abordnung der Kanoniker des Kathedralkapitels von Canterbury an, die ihm mitteilte, dass er zum Erzbischof von Canterbury gewählt worden sei. Erst nach längerer Bedenkzeit nahm er widerstrebend dieses Amt an.

## Erzbischof von Canterbury

### Wahl zum Erzbischof
Das Amt des Erzbischofs war seit dem Tod von Richard Grant im August 1231 vakant gewesen, und Edmund war der vierte Kandidat, den das Kathedralkapitel zum neuen Erzbischof gewählt hatte. Die Wahlen der anderen drei Kandidaten, Kanzler Ralph de Neville, John of Sittingbourne, dem Prior von Christ Church in Canterbury und Master John Blund, ein Gelehrter aus Chichester, waren jeweils auf Rat von Archidiakon Simon Langton von Papst Gregor IX. abgelehnt worden. Langton, der selbst nach Rom gereist war, hatte wohl dem Papst Edmund als neuen Erzbischof vorgeschlagen, worauf die Kanoniker des Kathedralkapitels auf Anordnung des Papstes am 20. September 1233 Edmund zum neuen Erzbischof wählten. Am 10. Oktober stimmte König Heinrich III. der Wahl zu, und am 3. Februar 1234 erhielt eine Abordnung der Kanoniker von Canterbury in Vertretung für Edmund in Rom das Pallium. Am 2. April 1234 wurde Edmund von Bischof Roger Niger von London in der Kathedrale von Canterbury in Anwesenheit des Königs und zahlreicher englischen Bischöfe zum Erzbischof geweiht.
Als Erzbischof widmete sich Edmund der Seelsorge und der Reform der Kirche, wobei er die Arbeit von Erzbischof Stephen Langton fortsetzte. Für die Erledigung der weiteren Aufgaben seines Amtes umgab er sich mit gebildeten Priestern und Lehrern, darunter seinem Vertreter Nicholas of Burford, Thomas of Freckenham, der bereits Langton gedient hatte, dem Kanoniker und Baumeister Elias of Dereham aus Salisbury, Geoffrey of Ferring, dem späteren Dekan der St Paul’s Cathedral, der spätere Bischof Richard de Wyche, der sein Kanzler wurde sowie sein Bruder Robert of Abingdon. Edmund übergab seinem Bruder das Rektorat von Wingham in Kent, und Robert diente während seiner Amtszeit als einer seiner wichtigsten Ratgeber und während der Abwesenheit von Edmund als seelsorgerischer Vertreter.

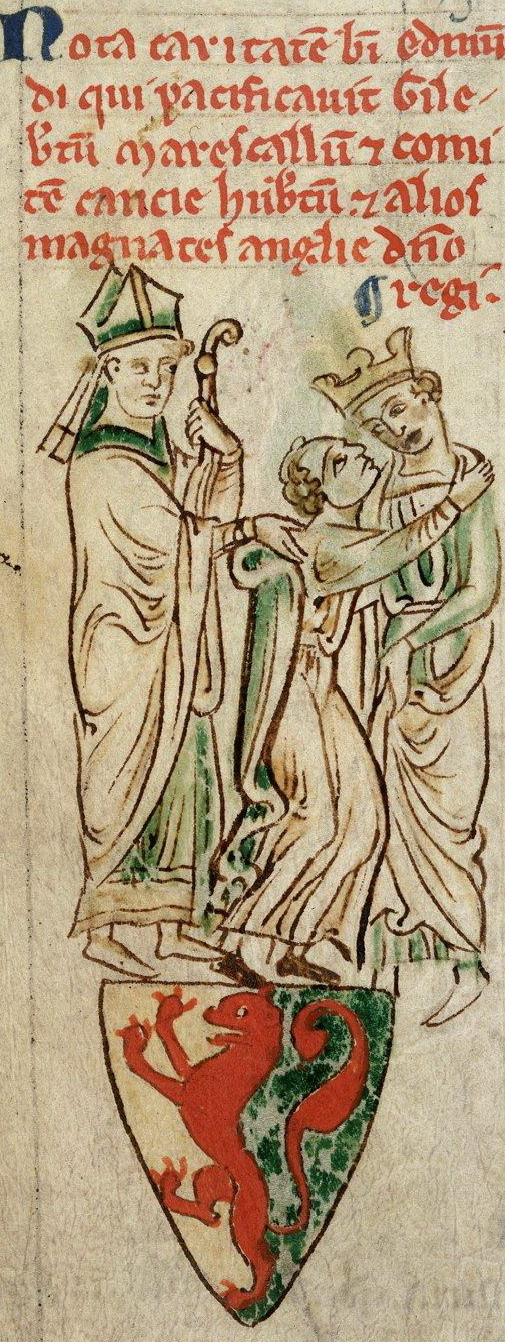
Edmund of Abingdon (links) versöhnt Gilbert Marshal und König Heinrich III. Buchmalerei aus dem 13. Jahrhundert

### Beendigung der Rebellion von Richard Marshal
Als Edmund Erzbischof wurde, befand sich England in einer schweren politischen Krise. Der langjährige Justiciar Hubert de Burgh war 1232 gestürzt worden. An seiner Stelle trat eine Regierung, die durch den Bischof von Winchester, Peter des Roches dominiert wurde. Deren tyrannische Entscheidungen führten zu einer Revolte von einigen Baronen, die von Richard Marshal, 3. Earl of Pembroke geführt wurde und sich zu einem vor allem in den Welsh Marches ausgetragenen Bürgerkrieg ausweitete. Edmund, der noch nicht zum Erzbischof geweiht worden war, unternahm alles, um die Situation zu entschärfen. Seine Gesandten konnten einen Waffenstillstand zwischen dem König und den Rebellen vermitteln, der am 6. März 1234 in Brockton in Shropshire geschlossen wurde. Nach seiner Weihe setzte Edmund den König so unter Druck, dass dieser die unbeliebte Regierung von des Roches und Peter des Rivallis entließ. Von Mai bis Juli reiste Edmund selbst in die Marches und überzeugte die Rebellen, das Friedensangebot des Königs anzunehmen. Der Earl of Pembroke war noch im April 1234 an den Folgen seiner im Kampf erlittenen Verletzungen gestorben. Edmund konnte den König überzeugen, die Besitzungen Pembrokes wegen der Rebellion nicht einzuziehen, sondern seinem Bruder Gilbert Marshal zu übergeben und eine Generalamnestie für die Rebellen auszusprechen. Er selbst geleitete Gilbert Marshal und Hubert de Burgh sowie andere Rebellen nach Gloucester zum König, wo dieser sie begnadigte. Diese erfolgreiche und friedliche Beilegung des Bürgerkriegs brachte Edmund hohes Ansehen.

### Konflikte mit anderen Bischöfen und der königlichen Justiz
Wohl noch während er sich erfolgreich für das Ende des Bürgerkriegs einsetzte, plante Edmund offensichtlich eine Visitation von Teilen seiner Kirchenprovinz. Solche Visitationen zur Hebung der geistlichen Disziplin waren damals in England noch unüblich und riefen vielfach heftigen Widerstand hervor. Am 8. Mai 1237 wurde Edmund vom Papst ermächtigt, kirchliche Sanktionen gegen Prälaten und Klostervorsteher zu verhängen, die sich seinen Visitationen widersetzten, doch die Aufzeichnungen sind zu lückenhaft, um diese ungenannten Prälaten zu identifizieren. Nachweislich plante Edmund im Juli 1236 eine Visitation des Kathedralkapitels von Worcester und 1239 eine Visitation der Klöster in London, was den Widerstand von Bischof Roger Niger von London hervorrief.
Edmund versuchte als Erzbischof, die geistliche Gerichtsbarkeit von der königlichen Gerichtsbarkeit abzugrenzen. Ein wichtiger Streitfall war dabei die unterschiedliche Behandlung von unehelichen Nachkommen. Die Kirche beanspruchte die alleinige Gerichtshoheit über das Eherecht, und Papst Alexander III. hatte für das kanonische Recht festgelegt, dass ein uneheliches Kind durch die Heirat der Eltern legitimiert sei. Dies wurde von den königlichen Gerichten abgelehnt, da diese Regel weitreichende Folgen bei der Vererbung von Grundbesitz hätte. 1234 versprach der König dem Erzbischof, dass die königlichen Richter sich bei der Frage nach der Unehelichkeit von Kindern an die Bischöfe wenden würden, doch löste dies noch nicht das Problem der nachträglichen Legitimierung. Bischof Robert Grosseteste von Lincoln drängte Edmund, dieses Problem bei einer königlichen Ratsversammlung in Merton erneut vorzubringen. Die anwesenden Magnaten lehnten jedoch entschieden ab, in diesem Punkt das traditionelle Erbrecht des Common Law dem Kirchenrecht anzupassen.
Von der politischen Verantwortung wurde Edmund teilweise befreit, als der auf königlichen Wunsch nach England gesandte päpstliche Legat Oddone di Tonengo im Juli 1237 in England eintraf. Zusammen mit seinen Suffraganbischöfen überreichte Edmund dem Legaten eine Liste mit kirchlichen Beschwerden, mit denen sich der König befassen sollte, wozu auch die mangelnde Abgrenzung zwischen königlicher und geistlicher Gerichtsbarkeit gehörte. Die Bischöfe warfen den königlichen Richtern vor, die Einkünfte der Kirche aus Patronaten und dem Kirchenzehnten durch willkürliche Eingriffe zu mindern und dabei Entscheidungen von kirchlichen Gerichtshöfen zu missachten. Der Chronist Matthew Paris berichtete, dass der Legat die Amtsausübung von Edmund als Erzbischof einschränken würde, doch diese Behauptung ist offensichtlich falsch, denn der Legat besaß nachweislich das Vertrauen von Edmund. Obwohl der Legat gegenüber dem Erzbischof Vorrang hatte und deshalb im November 1237 eine Versammlung der englischen Prälaten in London leitete, zeigen die Beschlüsse dieser Versammlung klar die Handschrift von Edmund. Danach beschloss die Versammlung, zur Durchsetzung des Kirchenrechts einen ständigen kirchlichen Gerichtshof einzurichten.
Ab 1235 lag Edmund mit dem Kathedralkapitel von Rochester in Streit, das ohne seine Zustimmung Richard Wendene zum Bischof von Rochester gewählt hatte, obwohl der Erzbischof von Canterbury das Patronatsrecht und damit das Vorschlagsrecht für einen neuen Bischof hatte. Dementsprechend verweigerte Edmund die Weihe von Wendene. Dazu war er über Eleanor von England, eine Schwester des Königs verärgert. Diese hatte nach dem Tod ihres ersten Mannes in Edmunds Gegenwart ein Keuschheitsgelübde abgelegt. Anfang 1238 hatte sie heimlich Simon de Montfort geheiratet, doch Edmund bestritt aufgrund ihres Gelübdes die Gültigkeit dieser Heirat. Als Metropolit war Edmund verpflichtet, mindestens alle drei Jahre Rom zu besuchen. Er bereitete deshalb eine Romreise vor, und bei dieser Gelegenheit wollte er auch die umstrittene Wahl von Rochester sowie die Gültigkeit der Heirat der Königsschwester der päpstlichen Kurie in Rom zur Entscheidung vorlegen. Ende Dezember 1237 verließ er England. In Rom entschied die Kurie zugunsten von Bischof Wendene und der Heirat von Eleonore von England, so dass Edmund im August 1238 erfolglos nach England zurückkehrte.

### Konflikt mit dem Kathedralkapitel von Canterbury und Tod

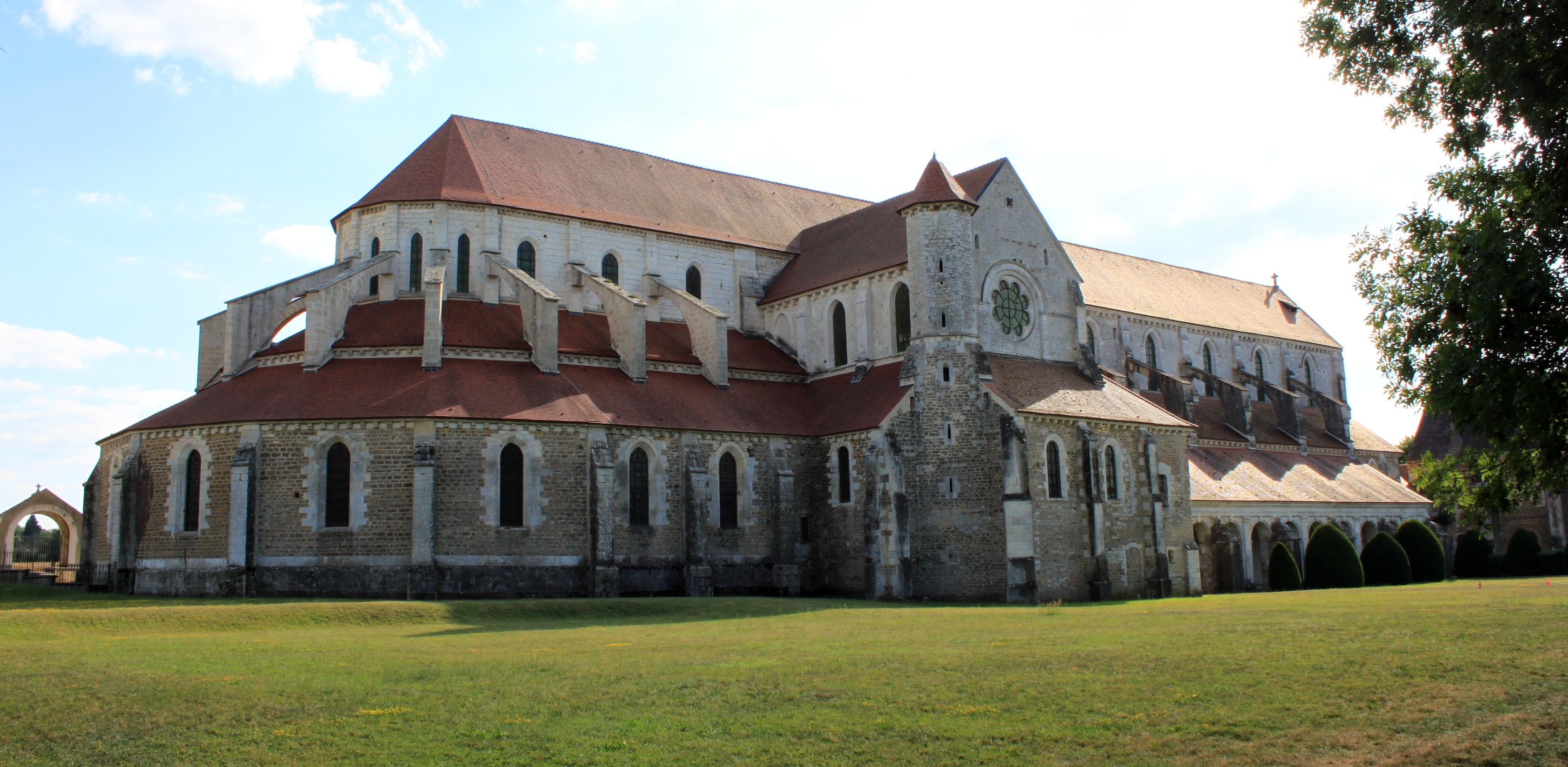
Die Abteikirche von Pontigny, in der Edmund beigesetzt wurde

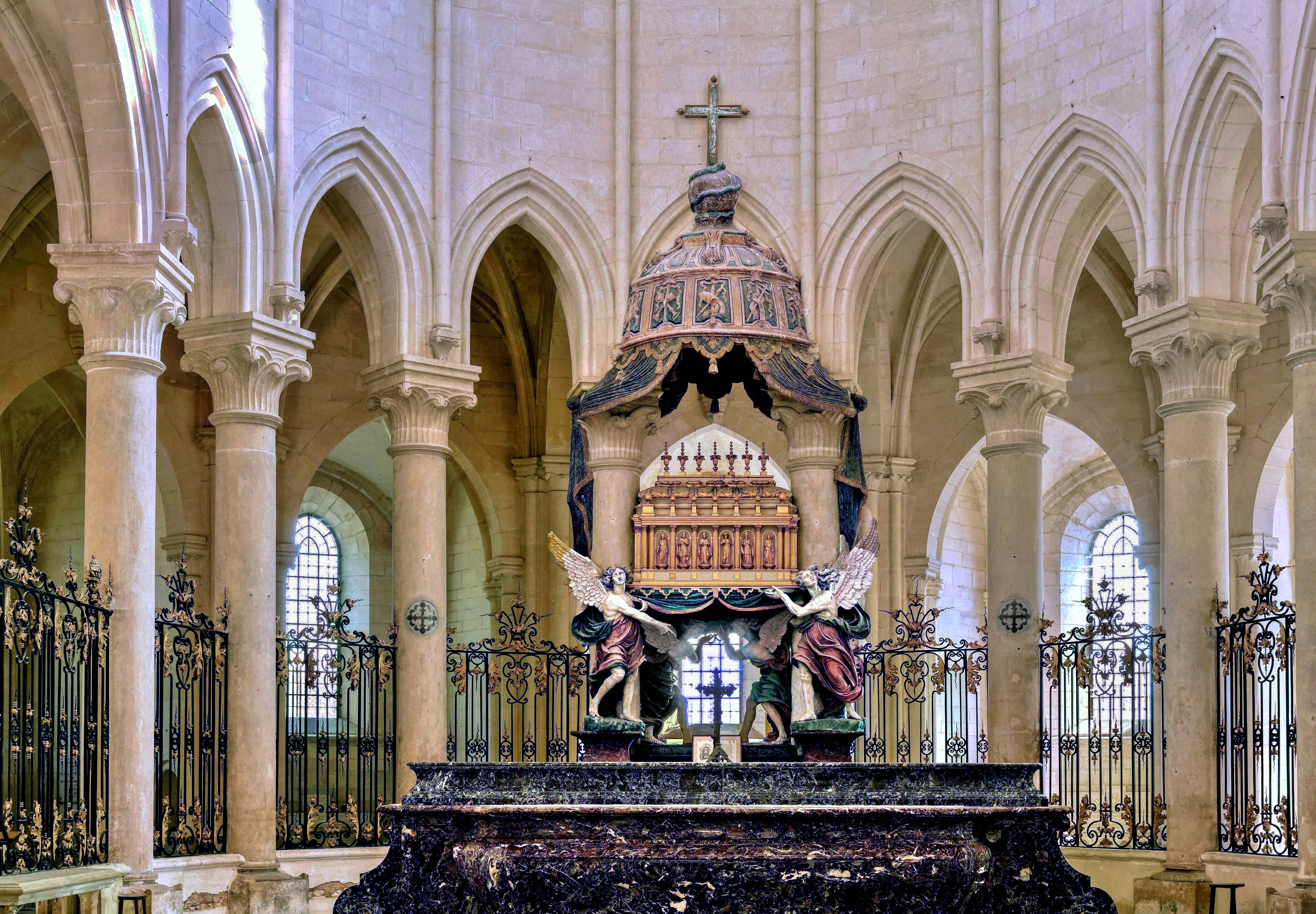
Grab in der Abteikirche von Pontigny

Nach seiner Rückkehr aus Rom wollte Edmund ein Projekt wiederbeleben, dass schon zwei seiner Vorgänger versucht hatten, nämlich die Gründung eines Kollegiatstifts für die Erzdiözese Canterbury. Als Standort des Stiftes wurde Maidstone ausgewählt, die Entwürfe für die Kirche fertigte Elias of Dereham. Zur Versorgung sollten 50 Benefizien eingerichtet werden, die aus dem Grundbesitz des Erzbischofs zur Verfügung gestellt werden sollten. Dieses Projekt stieß auf den erbitterten Widerstand des Kathedralkapitels von Canterbury, das befürchtete, Teile seines Grundbesitzes und vor allem sein Wahlrecht des Erzbischofs zu verlieren. Sogar eine Verlegung des Bischofssitzes nach Maidstone wurde befürchtet. Nachdem die Klage des Kathedralkapitels vor der päpstlichen Kurie erfolglos geblieben war, wandten sich die Kanoniker an den König. Tatsächlich verhängte der König im November 1239 einen Baustopp in Maidstone. Der Konflikt zwischen dem Erzbischof und seinem Kathedralkapitel wurde durch den Streit verschärft, die Ämter des Kathedralklosters zu besetzen. Edmund beanspruchte dieses Recht für sich. Während seiner Abwesenheit in Rom hatte der päpstliche Legat Oddone den Prior des Kapitels abgesetzt, da er ein Privileg gefälscht hatte, und nach seiner Rückkehr setzte Edmund auch den stellvertretenden Prior ab. Diese Entscheidung erkannten die Kanoniker nicht an und wählten im Januar 1239 ohne die Zustimmung Edmunds einen neuen Prior. Daraufhin exkommunizierte der Erzbischofs die Verantwortlichen und belegte das Kathedralkloster mit dem Interdikt, doch der Streit wurde dadurch nicht entschieden.
Am 9. August 1240 berief Papst Gregor IX. für Ostern 1241 ein allgemeines Konzil ein. Edmund brach daraufhin Ende im Herbst 1240 nach Rom auf, um sowohl an dem Konzil teilzunehmen und um eine Entscheidung in dem Streit mit dem Kathedralkapitel zu erlangen. Ihn begleiteten sein Kanzler, sein Kaplan sowie weitere Mitglieder seines Haushalts. Mitte Oktober erreichten sie die Zisterzienserabtei Pontigny, wo Edmund erkrankte. Daraufhin kehrte er mit seinem Gefolge um, doch als er das Dorf Soisy erreichte, war er zu schwach, um weiterzureisen. Im dortigen kleinen Augustinerpriorat starb er. Der Abt von Pontigny ließ seinen Leichnam nach Pontigny bringen und dort unter allgemeiner Billigung beisetzen.

## Nachwirkung
Edmund hinterließ nur wenige, doch bemerkenswerte Schriften. Sein Hauptwerk ist die Abhandlung Speculum ecclesie, die vor allem in anglonormannischer Übersetzung als Le merure de seinte eglise bekannt wurde. Die ursprünglich lateinische Schrift ist eine Einführung in das Leben als Geistlicher. Die Übersetzung war im 13. und 14. Jahrhundert weit verbreitet, wie die relativ große Zahl erhaltener Manuskripte zeigt. Das Werk wurde offensichtlich wesentlich von den Lehren von Gregor dem Großen, aber vor allem von Hugo von St. Viktor beeinflusst. An weiteren Schriften ist neben einer einzelnen Predigt ein Psalmenkommentar erhalten, der Edmund zugeschrieben wird.
Über Edmund of Abingdon gibt es viele Legenden. Unter anderem soll ihm als Jugendlicher das Christkind außerhalb von Oxford begegnet sein, und bereits als Jugendlicher soll er ein Keuschheitsgelübde abgelegt haben. Nach den Angaben von Robert Bacon spendete Edmund sein Gehalt als Hochschullehrer für den Bau einer Kapelle in seinem Wohnort. Als junger Hochschullehrer begann er, nur wenige Stunden noch vollständig bekleidet zu schlafen und den Rest der Nacht im Gebet zu verbringen, und seinen Entschluss, nach Paris zurückzukehren und Theologie zu studieren, soll er gefasst haben, als ihm seine verstorbene Mutter im Traum erschienen war. Als er 1226 oder 1227 unter freiem Feld in Oxford, Gloucester, Worcester, Leominster und Hereford für einen Kreuzzug predigte, sollen die Regenwolken auf wundersame Weise weggetrieben worden sein. Die Behauptung, Edmund sei vor seinem Tod freiwillig ins Exil gegangen, entbehrt jedoch jeglicher Grundlage und wurde wohl von seinem Kaplan Eustace of Faversham aufgestellt, um seine Kanonisation zu fördern.
Das Generalkapitel der Zisterzienser ergriff bereits 1241 die Initiative, um die Heiligsprechung Edmunds zu fördern. Dies wurde ab dem folgenden Jahr von der Universität Oxford, dann von mehreren englischen Klöstern und schließlich von den Prälaten Englands und Frankreichs unterstützt. Am 23. April 1244 beauftragte Papst Innozenz IV. eine Kommission, das Leben von Edmund zu untersuchen. Diese Kommission empfahl die Heiligsprechung, welche bereits am 16. Dezember 1246 durch den Papst in der Kathedrale von Lyon erfolgte. Im folgenden Sommer wurde Edmunds Leichnam in Gegenwart des französischen Königs Ludwig IX. und zahlreicher französischen Adligen und Prälaten in einen neuen Schrein in Pontigny umgebettet. Die Akten des Kanonisationsprozesses blieben in Sens erhalten und bildeten die Grundlage für sechs ineinander verflochtenen Lebensgeschichten Edmunds, die in den nächsten zehn Jahren nach seinem Tod verfasst wurden. Sein Namenstag ist der 16. November. König Heinrich III. besuchte 1254 sein Grab in Pontigny; es war das Ziel zahlreicher Pilger aus England, bis am Ende des 13. Jahrhunderts der Pilgerstrom nachließ. 1253 wurde in Dover die St. Edmund’s Chapel geweiht, nach Edmund of Abingdon wurden die St Edmund Hall in Oxford sowie das St Edmund’s College in Cambridge benannt. 1852 wurden die Edmunditen, eine nach Edmund of Abingdon genannte katholische Ordensgemeinschaft, gegründet.